# Francis Joseph Wall
Francis Joseph Wall (* 16. Oktober 1866 in Dublin, Irland; † 16. Mai 1947) war Weihbischof in Dublin.

## Leben
Francis Joseph Wall empfing am 1. November 1889 das Sakrament der Priesterweihe. 
Am 23. Januar 1931 ernannte ihn Papst Pius XI. zum Titularbischof von Thasus und zum Weihbischof in Dublin. Der Apostolische Nuntius in Irland, Erzbischof Paschal Robinson OFM, spendete ihm am 26. Mai desselben Jahres die Bischofsweihe; Mitkonsekratoren waren der Bischof von Ferns, William Codd, und der Bischof von Kildare und Leighlin, Matthew Cullen.